# Hrabstwo White (Arkansas)

Piramida wieku hrabstwa

Hrabstwo White – hrabstwo w USA, w stanie Arkansas. Według danych z 2010 roku, hrabstwo zamieszkiwało 77076 osób. Hrabstwo należy do nielicznych hrabstw w Stanach Zjednoczonych należących do tzw. dry county, czyli hrabstw gdzie decyzją lokalnych władz obowiązuje całkowita prohibicja.

## Miejscowości
- Bald Knob
- Beebe
- Bradford
- Garner
- Georgetown
- Griffithville
- Higginson
- Judsonia
- Kensett
- Letona
- McRae
- Pangburn
- Rose Bud
- Russell
- Searcy
- West Point